# Blam! Machinehead
Blam! Machinehead (Machine Head en Amérique du Nord) est un jeu vidéo de tir à la première personne développé par Core Design et édité par Eidos Interactive, sorti en 1996 sur Windows, Saturn et PlayStation.

## Accueil
- PC Team : 83 %[1]